# Valentin Petit
Valentin Petit (22 de maio de 1990 – 20 de maio de 2023) foi um cineasta francês. Ele era conhecido por dirigir filmes, comerciais e videoclipes de artistas franceses e internacionais. Valentin Petit também era dono de uma produtora chamada Ocurens e de uma empresa de pós-produção Monumental FX.

## Biografia
Nascido em Bourges em 22 de maio de 1990, Petit estudou design gráfico no Liceu Jean-Monnet onde formou-se em cinematografia pela Universidade Paris 8 Vincennes-Saint-Denis .
Em 2015, Petit lançou seu primeiro curta-metragem, Antophobia, que foi exibido em diversos festivais de cinema aclamados pela crítica. Em 2017, lançou seu segundo curta-metragem, intitulado Bruit de la lumière .
Em 20 de maio de 2023, Petit faleceu tragicamente em um acidente de avião perto de La Chaux-de-Fonds . Faltavam 2 dias para completar 33 anos.

## Filmografia

### Vídeoclipes
- "Temps Mort" de Everydayz (2011) [8]
- "Ailleurs" de  fr e  fr (2012) [9]
- "Acorde" de Némir e Alpha Wann (2012) [10]
- "L'absence" de Everydayz (2013)
- "Luís XIV" de Joke (2013)
- "Kush" de Set&Match (2014)
- "Risibles Amours" de Nekfeu (2015)
- "L'année la plus chaude" de Raphael (2017) [11]
- " Marsellus Wallace" do Príncipe Waly (2018)
- " Normal " de Roméo Elvis (2019)
- "Doggy Bag" de Pringe Waly (2019)
- " Assentos de chão " por ASAP Ferg (2019)
- "Momento" de Victoria Monet (2020)
- "Green Juice" de ASAP Ferg e Pharrell Williams (2021)
- " Saoko " de Rosalía (2022)
- "Medalhão" de Audrey Nuna (2023)

### Curtametragens
- Antofobia (2015)
- Le Bruit De La Lumière (2018)

### Documentários
- Retrato de Rafel Delalande (2016)